# Камора (зброя)

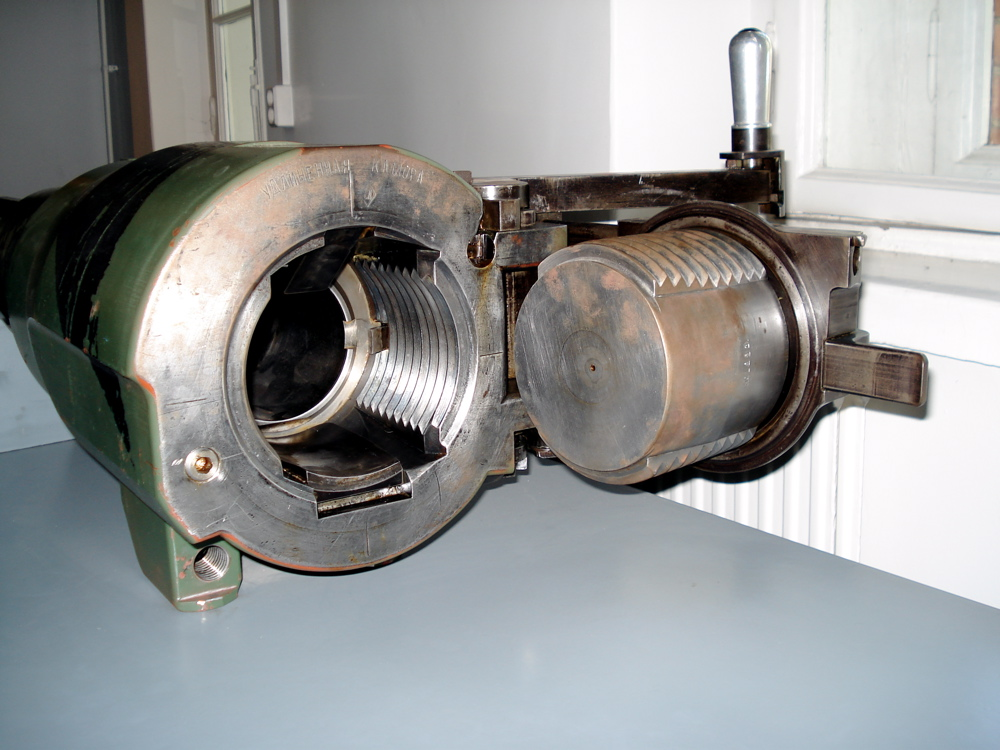
з відкритому затвором, за казенником видна камора

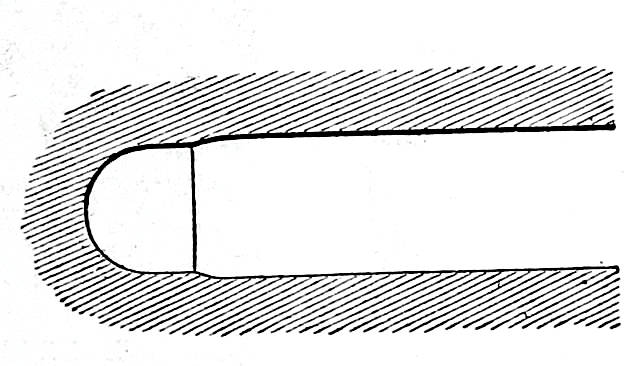
Камора карронади. Малюнок з Військової енциклопедії Ситіна.

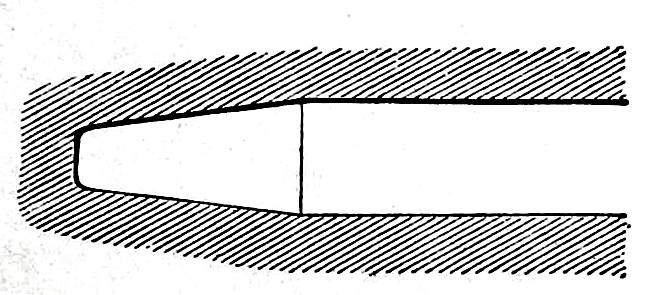
Камора єдинорога і бомбічної гармати.

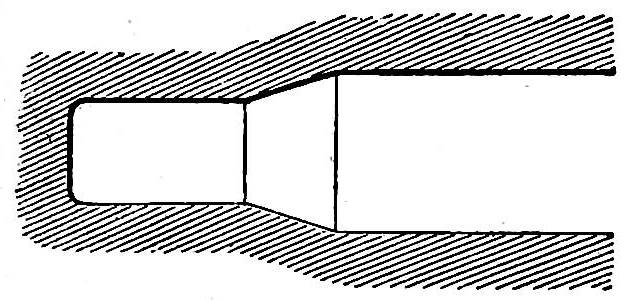
Камора бомбічної гармати

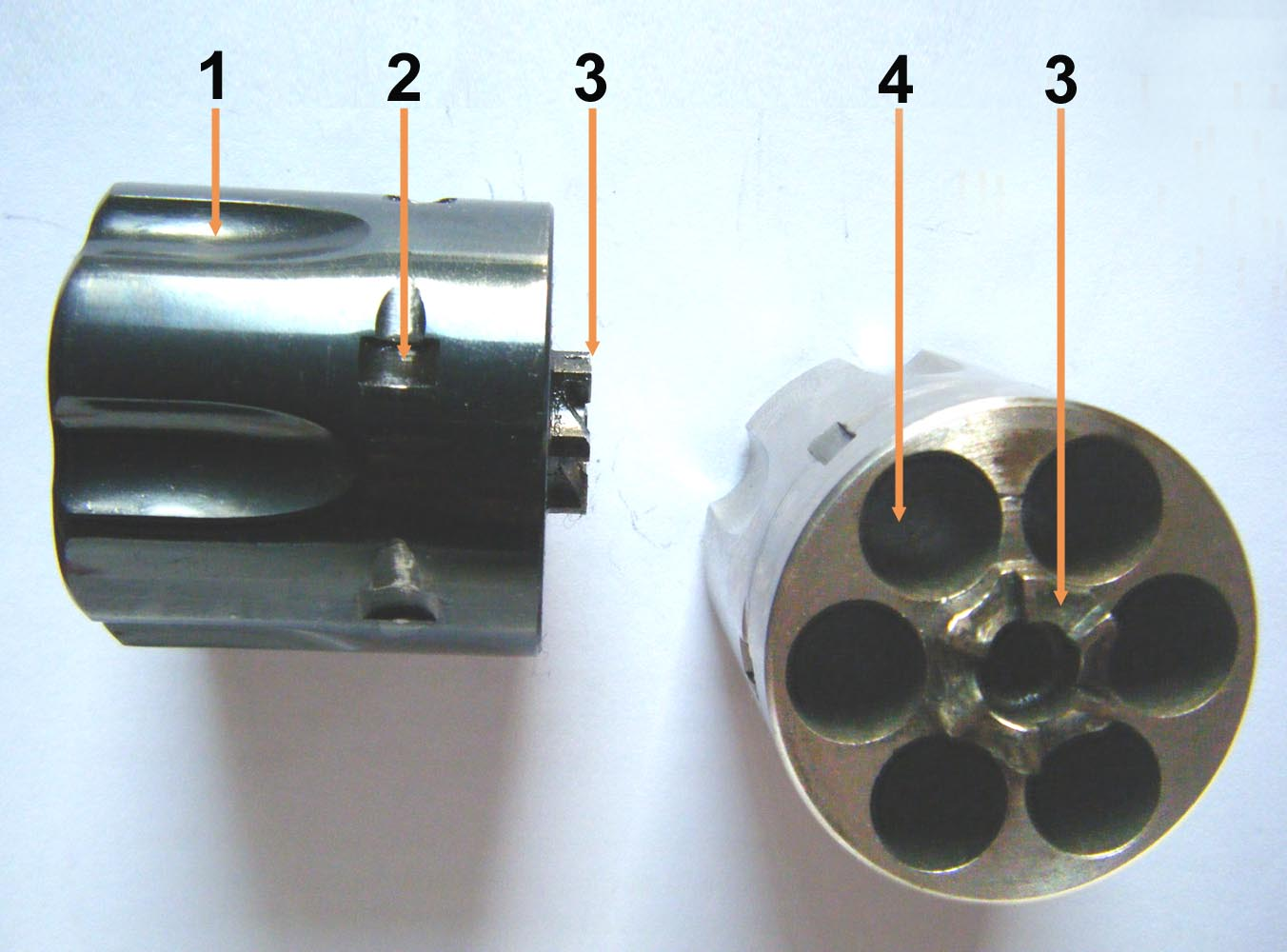
Барабан револьвера: 4 — камора

Ка́мора (зарядна камора, зарядник) — порожнина в задній (казенній) частини каналу ствола гармати, в якій містяться запояскова частина снаряда і пороховий заряд (у гільзі або в зарядному картузі) при заряджанні.

## Історія
У перших довгоствольних артилерійських систем для зручності заряджання камора виконувалася окремою деталлю, а саме заряджання здійснювалося з казенної частини. Вона мала вигляд циліндра з дном і скобою, і після заповнення порохом вставлялася в гніздо позаду ствола і фіксувалася клином або чекою. Для швидкострільності в однієї гармати могло бути кілька камор, що заздалегідь готували до пострілу. Крім того, вкладні камори давали можливість обійти істотний недолік незернованого пороху — прилипання м'якоті до стінок та її змішування з накипом. Проте через погану обтюрацію в місцях з'єднання траплявся прорив порохових газів, тому з винайденням зернованого пороху від заряджання з казни відмовилися, перейшовши на дульне заряджання. Після впровадження чавунних ядер калібри установок зменшилися, тому в нових систем (гармат-кулеврин, пищалей, шланг) камори стали робитися одного діаметра зі стволом, злившись із ним в одне ціле. У бомбард через їх великі калібри, незначну міцність стінок і через це незначний відносний заряд камору робили значно меншого діаметра порівняно зі стволом. Камора карронад мала півсферичну, камора єдинорогів — конічну форму. У мортир, з огляду на малий заряд, камора була значно меншого діаметру, ніж канал ствола. Бомбічні гармати середини XIX ст. вже мають камору досить складної, циліндро-конічної форми, але застосовуються також і конічні.
У казеннозарядних нарізних гарматах камори мають дещо більший діаметр порівняно зі стволом — трохи більше за діаметр снаряда (виміряного за ведучими поясами). Камори для снарядів зі свинцевою оболонкою XIX ст. були двох типів: концентричні, вісь яких збігалася з віссю ствола, й ексцентричні, вісь якої була розташована вище. У гармат із прогресивною нарізкою, що стріляли снарядами з одним ведучим мідним поясом і центрувальним переднім поясом, камора була подвійною: із ширшою задньою зарядною частиною й вужчою передньою снарядною.

## Опис
Камора казнозарядної нарізної зброї має гладкі стінки і більший діаметр, ніж решта каналу ствола. У ранніх зразках казнозарядних гармат для перезаряджання могли використовувати знімні камори.
Камора дульнозарядних гармат сполучалася з полицею зовні казенної частини спеціальним каналом — запалювальним отвором. Через нього вогонь переходив від натруски до розміщеного в ній основного заряду. У казеннозарядних гармат запалення заряду здійснюється через запал, конструкція якого різна і залежить від типу затвора.

## Револьверна камора
У револьверах камора являє собою циліндричний канал у барабані, що слугує для розміщення патрона (заряду).
Зазвичай у військовій справі те, що в артилерії та револьвері називається каморою, у звичайній вогнепальній зброї має назву патронника (камора є застарілим найменуванням патронника).

## Інші значення
- Камора — внутрішня порожнина снаряда для розміщення розривного заряду, який призначений для ураження цілі або спеціального спорядження (освітлювального, димового, запалювального, шумового та іншого).